# Kalyapura, Sidlaghatta
Kalyapura là một làng thuộc tehsil Sidlaghatta, huyện Chikkaballapur, bang Karnataka, Ấn Độ.